# Caecum condylum
Caecum condylum är en snäckart som beskrevs av Moore 1969. Caecum condylum ingår i släktet Caecum och familjen Caecidae. Inga underarter finns listade i Catalogue of Life.